# Cung-tu
Cung-tu (čínsky pchin-jinem zǒngdū, znaky zjednodušené 总督, tradiční 總督) byla vysoká úřední funkce v administrativě mingské a čchingské Číny, tj. od 15. do začátku 20. století. Úřad vznikl v 15. století, když mingští císaři začali vysílat ad hoc jmenované hodnostáře do regionů a pověřovali je „celkovým dohledem“, cung tu, nad určitými záležitostmi, podle okolností hospodářskými či vojenskými. V čchingském období, od poloviny 17. století, se pověřenci cung-tu stali generálními guvernéry s převážně vojenskými pravomocemi. Byli nadřazeni provinčním guvernérům sün-fu a stáli v čele jedné nebo více provincií.
V letech 1519–1551 byli velitelé cung-tu přejmenováni na cung-č’ (čínsky pchin-jinem zǒngzhì, znaky zjednodušené 总制, tradiční 總制). Neformálně byli nazýváni č’-tchaj 制臺, č’-ťün 制軍, č’-sien 制憲 nebo č’-fu 制府.

## V říši Ming – nejvyšší velitelé
Pověřenci cung-tu byli příležitostně jmenovaní zmocněnci ústřední vlády podřízení císaři, vyslaní do regionů obvykle k řešení vojenských problémů zpravidla přesahujících jednu provincii.
Vysíláni byli od poloviny 15. století, koncem století jich přibylo a v 16. století se stali poměrně běžnými. Tak roku 1441 byl ministr vojenství Wang Ťi vyslán do Jün-nanu a s titulem cung-tu ťün-wu (总督军务) pověřen celkovým řízením vojenských operací proti Lu-čchuanu, nebo roku 1452 Wang Ao dohlížel na vojska v provinciích Kuang-tung a Kuang-si (dohromady zkráceně nazývaných Liang-Kuang). Nankingští ministři vojenství dostávali titul nejvyšší velitel metropolitní posádky cung-tu ťing-š’ (總督京師). Někdy cung-tu řešili hospodářské záležitosti, tak od roku 1451 byl úřad velitele operací spojených s dopravou rýže vybrané na daních po Velkém kanálu do Pekingu a údržbou kanálu pojmenován cchao-jün cung-tu (漕運總督). Úřad trval do roku 1905.
Od roku 1469 byl úřad cung-tu Liang-Kuangu obsazován víceméně trvale. Vznikla také funkce cung-tu pro „tři velitelství“ v Šen-si. Další cung-tu byli jmenováni různě případ od případu ve střední a jižní Číně, například v letech 1554–1555 nankingský ministr vojenství Čang Ťing velel armádám v šesti pobřežních provinciích jihovýchodu, kompetence jeho nástupců byla však omezena na Nan č’-li, Če-ťiang a Fu-ťien.
Nejvyšší velitelé cung-tu byli nejvýše postavení úředníci v provinciích, podléhali jim velcí koordinátoři sün-fu a stáli nad běžnou provinční a místní administrativou. Mívali titul ministra nebo náměstka ministra vojenství a současně vysoké funkce v kontrolním úřadu. Dohlížel-li nejvyšší velitel cung-tu na více provincií, měl zpravidla pro svou sídelní provincii i titul velkého koordinátora sün-fu. Neměli vlastní úřad, k nezbytnému zpracování dokumentů si proto za své peníze najímali soukromé tajemníky mu-fu.

## V říši Čching – generální guvernéři

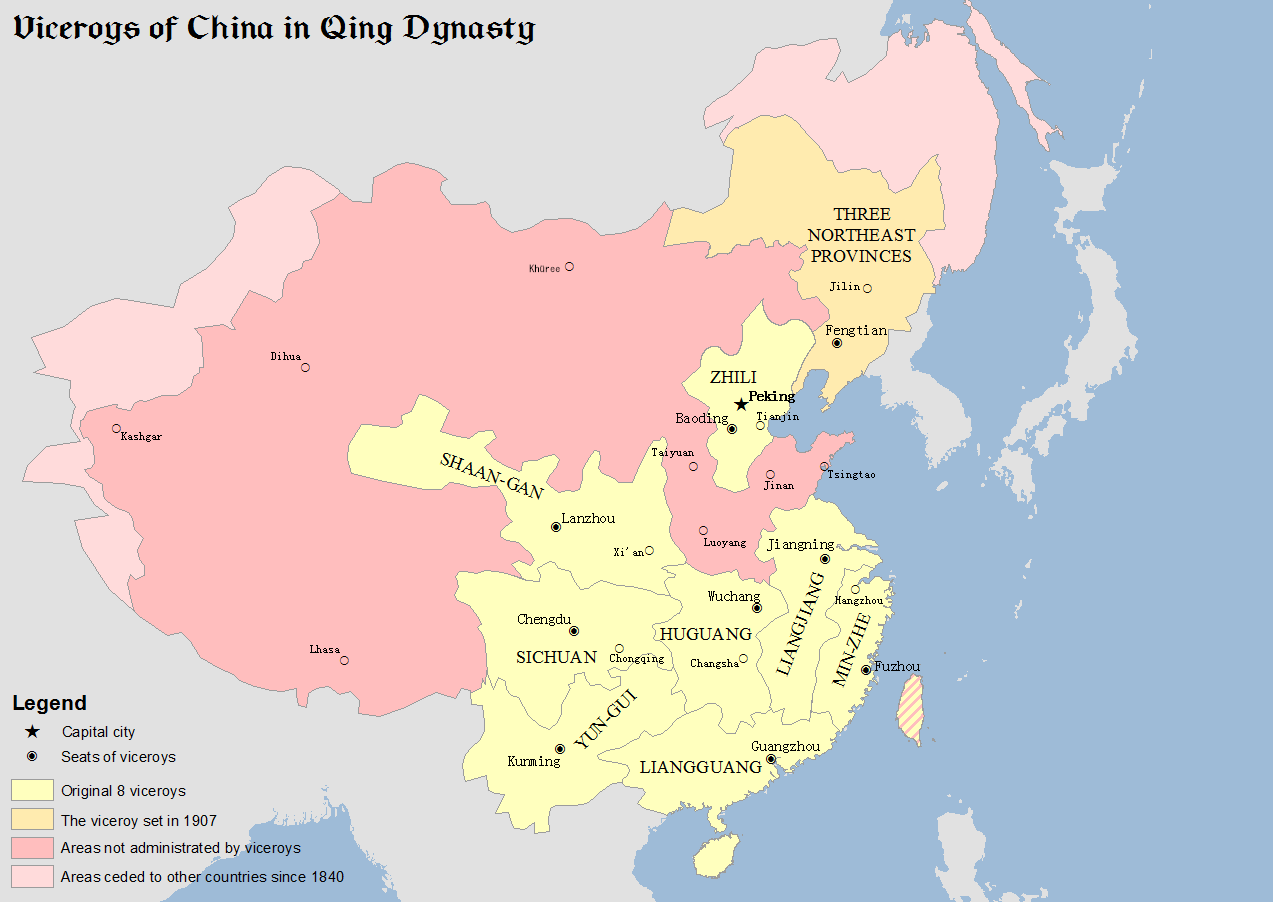
Správní obvody generálních guvernérů cung-tu v 19. a na počátku 20. století, regiony spravované generálními guvernéry jsou žluté, ostatní území říše Čching červené

V říši Čching byl generální guvernér cung-tu stálým úřadem, jehož nositelé měli hlavní druhou (2a) úřední hodnost. Drželi současně titul nejvyššího kontrolora. Někdy dostali i titul ministra vojenství, pak měli vedlejší první (1b) hodnost. Podřízení byli přímo císaři, resp. státní radě ťün-ťi-čchu.
Čchingští cung-tu byli nejvýše postavenými úředníky provinční správy, kterým podléhala celá provinční administrativa v čele s guvernéry provincií sün-fu, řídícími civilní správu svěřené provincie (v jejímž čele stál provinciální správce pu-čeng-š’ a provinční soudce an-čcha-š’) Ve své sídelní provincii obvykle vykonávali i funkci provinčního guvernéra sün-fu.
Generální guvernéři cung-tu řídili jednu nebo více provincií, v 19. století se jejich počet stabilizoval na osmi, kteří spravovali regiony
- Č’-li (moderní provincie Che-pej) sídlil v Pao-tingu,
- Liang-Ťiang (Ťiang-su, An-chuej a Ťiang-si) sídlo v Ťiang-ningu, dnešním Nankingu), tento cung-tu výjimečně nebyl provinčním guvernérem sídelní provincie,[2]
- Šen-Kan (Šen-si a Kan-su) se sídlem v Lan-čou,
- Min-Če (Fu-ťien a Če-ťiang) se sídlem ve Fu-čou,
- Liang-Hu (neboli Chu-kuang) se sídlem ve Wu-čchangu,
- Liang-Guang (Kuang-tung a Kuang-si) se sídlem v Kantonu,
- S’-čchuan se sídlem v Čcheng-tu,
- Jün-Kuej (Jün-nan a Kuej-čou) se sídlem v Kchun-mingu.[1]